# Cheval en Bolivie
Le cheval en Bolivie (espagnol : caballo) provient d'introductions par les troupes de Pizarro, puis s'est répandu dans tout le pays. 

## Histoire

Amérindien Nivaclé à cheval. 1908-1909.

Des fossiles de chevaux sauvages datant de la Préhistoire ont été retrouvées sur tout le continent américain, mais le cheval disparaît environ 10 000 ans av. J.C., peut-être sous la pression de la chasse des populations humaines. De nombreux fossiles d'équidés datés du Pléistocène ont été retrouvés à Tarija, et attribués au genre Onohippidium,.
L'espèce est réintroduite sur le continent américain par des explorateurs et des colons européens sous sa forme domestique, au XVe siècle. Le cheval domestique arrive vraisemblablement en Bolivie avec les conquêtes de Francisco Pizarro, qui arrive à Tumbes en 1531 avec 187 hommes et 37 chevaux, ou bien 200 cavaliers, les chiffres pouvant varier en fonction des sources,. Le cheval est ensuite adopté par plusieurs tribus indigènes de Bolivie.

## Pratiques et usages
Il existe des offres de tourisme équestre.

## Élevage
En 2012, la population chevaline en Bolivie est estimée à 463 775 têtes, ce qui représente 0,79 % de la population chevaline mondiale.
La base de données DAD-IS indique la présence de cinq races de chevaux en Bolivie : le Criollo des hautes-plaines (Criollo Altiplánico), le Criollo oriental, le Pantanero, le Sunicho ou poney bolivien, et le Quarter Horse. 
Le Sunicho est utilisé pour la selle, le bât et la traction légère. 

### Maladies et parasitisme
Une étude épidémiologique a été menée sur le virus du Nil occidental, transmis par les moustiques ; 59,4 % de 160 chevaux boliviens sont séropositifs à ce virus.